# Państwowa Fabryka Wagonów
Państwowa Fabryka Wagonów (deutsch wörtlich: Staatliche Waggonfabrik), kurz: Pafawag, ist ein polnischer Hersteller von Schienenfahrzeugen in Wrocław (Breslau). Das Unternehmen wurde 1997 von Adtranz übernommen und gehört heute zu Alstom (vormals Bombardier Transportation).

## Geschichte

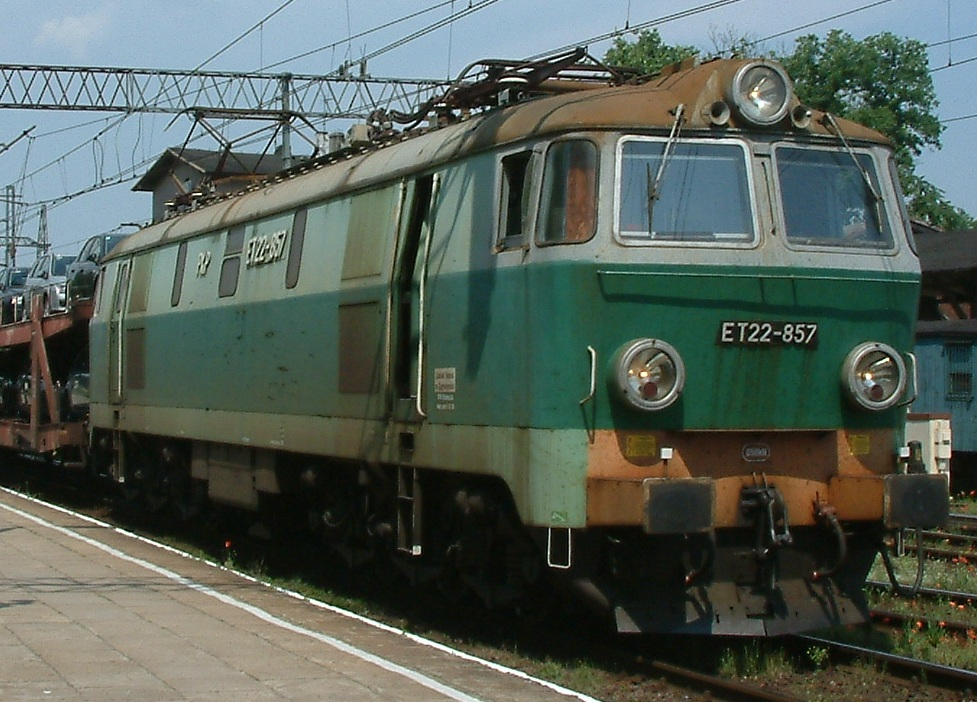
Elektrolokomotive ET22 von Pafawag

Pafawag ging nach dem Zweiten Weltkrieg aus dem Werk Breslau von Linke-Hofmann-Busch (LHB) hervor, das 1945 durch den polnischen Staat beschlagnahmt  wurde. Am Standort Breslau fertigte bereits 1839 ein Vorgängerbetrieb von LHB die ersten Güterwagen für die Oberschlesische Eisenbahn. Die LHB-Werke in Breslau waren im frühen zwanzigsten Jahrhundert zeitweise der größte Schienenfahrzeughersteller Europas, bei dem 7000 Arbeiter auf einem 100 Hektar großen Fabrikgelände Fahrzeuge herstellten.
Infolge des Zweiten Weltkrieges waren über 80 % des Werkes zerstört. Ein schneller Wiederaufbau erlaubte aber bereits 1946 die Lieferung von 100 Güterwagen. Das Werk beschäftigte bis in die 1980er Jahre etwa 6000 Mitarbeiter und lieferte Wagen und Lokomotiven für die polnische Staatsbahn Polskie Koleje Państwowe (PKP), aber auch für den Export. Nach der Einführung der freien Marktwirtschaft nach 1989 gerieten die PKP in finanzielle Schwierigkeiten, so dass Bestellungen ausblieben und Pafawag ebenfalls in die Krise gezogen wurde.
ABB Daimler Benz Transportation übernahm 1997 die Pafawag vom polnischen Staat unter der Bedingung, dass fünfzig Lokomotiven für die PKP bestellt werden. Der Auftrag umfasste 42 Lokomotiven der Baureihe EU11 für 3 kV Gleichspannung und acht Zweisystemlokomotiven der Baureihe EU43 für den grenzüberschreitenden Verkehr. Da die PKP diesen Auftrag aber nicht finanzieren konnte, wurden die Lokomotiven später als E405 an Trenitalia respektive als E412 an die Rail Traction Company geliefert.
Bis zur Übernahme von Adtranz durch Bombardier Transportation 2001 wurde das Werk als Adtranz Pafawag bezeichnet, danach als Bombardier Transportation Polska. Seit 2021 firmiert das Werk unter Alstom Pojazdy Szynowe Sp. z o.o.